# Infandum, regina, iubes renovare dolorem
La locuzione latina Infandum, regina, iubes renovare dolorem, tradotta letteralmente, significa tu mi costringi, o regina, a rinnovare un indicibile dolore. (Virgilio, Eneide, II, 3).
È l'esordio doloroso della narrazione di Enea a Didone, dopo un grande silenzio (Conticuere omnes), quando la regina gli aveva chiesto della caduta di Troia e dei suoi successivi sette anni di peregrinazioni con il suo popolo. Enea accetta di parlare anche se ormai scende la notte, e le stelle del tramonto invitano al riposo (et iam nox umida caelo / praecipitat suadentque cadentia sidera somnos).